# Lista chorążych reprezentacji Jemenu na igrzyskach olimpijskich
Lista chorążych reprezentacji Jemenu na igrzyskach olimpijskich – lista zawodników i zawodniczek reprezentacji Jemenu, którzy podczas ceremonii otwarcia nowożytnych igrzysk olimpijskich nieśli flagę Jemenu.

## Chronologiczna lista chorążych
| Lp. | Rok i miejsce   | Chorąży            | Dyscyplina    |
| --- | --------------- | ------------------ | ------------- |
| 1   | 1992, Barcelona | b.d.               |               |
| 2   | 1996, Atlanta   | Abdullah Al-Izani  | Zapasy        |
| 3   | 2000, Sydney    | Basheer Al-Khewani | Lekkoatletyka |
| 4   | 2004, Ateny     | Akram Abdullah     | Taekwondo     |
| 5   | 2008, Pekin     | Mohammed Al-Yafaee | Lekkoatletyka |
| 6   | 2012, Londyn    | Tameem Al-Kubati   | Taekwondo     |
| 7   | 2016, Rio       | Zeyad Mater        | Lekkoatletyka |
| 8   | 2020, Tokio     | Yasameen Al-Raimi  | Strzelectwo   |
| 8   | 2020, Tokio     | Ahmed Ayash        | Judo          |